# Parma unifasciata
Parma unifasciata es una especie de pez de la familia Pomacentridae en el orden de los Perciformes.

## Morfología
Los machos pueden llegar alcanzar los 18 cm de longitud total.

## Hábitat
Es un pez de mar.

## Distribución geográfica
Se encuentra en Australia entre Noosa Head (Queensland) y Montague Island (Nueva Gales del Sur ).